# Iván Pedroso
Iván Lázaro Pedroso Soler (ur. 17 grudnia 1972 w Hawanie) – kubański lekkoatleta, skoczek w dal, mistrz olimpijski, 4-krotny mistrz świata.
Obok Carla Lewisa najskuteczniejszy skoczek w dal w historii i jeden z najbardziej utytułowanych lekkoatletów świata.
W 1990, w wieku 17 lat po raz pierwszy skoczył w dal powyżej 8 metrów. W pierwszej połowie lat 90. rywalizował z takimi zawodnikami, jak Carl Lewis i Mike Powell. Po zakończeniu przez nich kariery wygrywał wszystkie wielkie imprezy między 1997 a 2001. Czterokrotnie zdobywał mistrzostwo świata na otwartym stadionie, a pięć razy w hali. Trzykrotnie zwyciężał w igrzyskach panamerykańskich.
Nieco gorzej wiodło mu się na igrzyskach olimpijskich. Na igrzyskach w 1992 w Barcelonie zajął 4. miejsce. W Atlancie (1996) miał kontuzję i zajął 12. miejsce. Za to na igrzyskach olimpijskich w 2000 w Sydney zdobył złoty medal. Na swych ostatnich igrzyskach w 2004 w Atenach zajął 7. miejsce.
Wielokrotny rekordzista i siedmiokrotny mistrz kraju.
W 1995 we włoskim Sestriere oddał skok na odległość 8,96 m, czyli lepszy niż rekord świata Mike'a Powella (8,95 m). Wynik ten nie został jednak uznany za oficjalny z powodu nieprawidłowości przy pomiarze siły wiatru (zmierzono wiatr + 1,2 m/s przy dopuszczalnym wietrze maksymalnie 2,0 m/s).

## Najważniejsze osiągnięcia
| Rok  | Zawody                    | Miasto                    | Miejsce | Wynik |
| ---- | ------------------------- | ------------------------- | ------- | ----- |
| 1991 | Igrzyska Panamerykańskie  | Hawana, Kuba              | 3.      | 7,96  |
| 1992 | Puchar Świata             | Hawana, Kuba              | 1.      | 7,97  |
| 1993 | Halowe mistrzostwa świata | Toronto, Kanada           | 1.      | 8,23  |
| 1995 | Halowe mistrzostwa świata | Barcelona, Hiszpania      | 1.      | 8,51  |
| 1995 | Igrzyska Panamerykańskie  | Mar del Plata, Argentyna  | 1.      | 8,50  |
| 1995 | Mistrzostwa Świata        | Göteborg, Szwecja         | 1.      | 8,70  |
| 1995 | Finał Grand Prix IAAF     | Monako                    | 1.      | 8,49  |
| 1997 | Halowe mistrzostwa świata | Paryż, Francja            | 1.      | 8,51  |
| 1997 | Mistrzostwa świata        | Ateny, Grecja             | 1.      | 8,42  |
| 1997 | Uniwersjada               | Sycylia, Włochy           | 1.      | 8,40  |
| 1997 | Finał Grand Prix IAAF     | Fukuoka, Japonia          | 1.      | 8,53  |
| 1998 | Puchar Świata             | Johannesburg, RPA         | 1.      | 8,37  |
| 1999 | Halowe mistrzostwa świata | Maebashi, Japonia         | 1.      | 8,62  |
| 1999 | Igrzyska Panamerykańskie  | Winnipeg, Kanada          | 1.      | 8,52  |
| 1999 | Mistrzostwa świata        | Sewilla, Hiszpania        | 1.      | 8,56  |
| 1999 | Finał Grand Prix IAAF     | Monachium, Niemcy         | 1.      | 8,43  |
| 2000 | Igrzyska Olimpijskie      | Sydney, Australia         | 1.      | 8,55  |
| 2001 | Halowe mistrzostwa świata | Lizbona, Portugalia       | 1.      | 8,43  |
| 2001 | Mistrzostwa świata        | Edmonton, Kanada          | 1.      | 8,40  |
| 2002 | Puchar Świata             | Madryt, Hiszpania         | 2.      | 8,19  |
| 2003 | Igrzyska Panamerykańskie  | Santo Domingo, Dominikana | 1.      | 8,23  |

## Rekordy życiowe
- skok w dal - 8,71 (1995) rekord Kuby
- skok w dal (hala) - 8,62 (1999) rekord Kuby, 3. wynik w historii światowej lekkoatletyki
- trójskok - 16,05 (1991)